# ヴィルヘルミーネ・フォン・プロイセン (1774-1837)
ヴィルヘルミーネ・フォン・プロイセン（Wilhelmine von Preußen, 1774年11月18日 - 1837年10月12日）は、プロイセン王国の王族。フリードリヒ・ヴィルヘルム2世の四女で、オランダ王ウィレム1世の王妃となった。
全名はドイツ語でフリーデリケ・ルイーゼ・ヴィルヘルミーネ（Friederike Luise Wilhelmine）、オランダ語でフレデリカ・ルイーザ・ウィルヘルミナ（Frederica Louisa Wilhelmina）。

## 生涯
1774年11月18日、フリードリヒ・ヴィルヘルム2世（当時王太子）とその2番目の妃であったヘッセン＝ダルムシュタット方伯ルートヴィヒ9世の娘フリーデリケとの間に第4子としてポツダムで生まれた。
ヴィルヘルミーネは1791年10月1日にベルリンで従兄（同名の叔母の息子）であるオラニエ公子ウィレム・フレデリックと結婚した。夫は後にオラニエ公ウィレム6世となり、さらに1815年にウィレム1世としてオランダ王に即位した。これによってヴィルヘルミーネはオランダ王妃ウィルヘルミナとなった。
1837年10月12日、ヴィルヘルミーネはハーグで死去し、デルフトに葬られている。

## 子女
夫であるウィレム1世との間には以下の2男2女をもうけた。
- ウィレム・フレデリック・ヘオルヘ・ローデウェイク （1792年 - 1849年、オランダ王・ルクセンブルク大公）
- 男子 （1795年8月18日）
- ウィレム・フレデリック・カレル （1797年 - 1881年）
- ウィルヘルミナ・フレデリカ・ルイーゼ・パウリーナ・シャルロッテ （1800年 - 1806年）
- 男子 （1806年8月30日）
- ウィルヘルミナ・フレデリカ・ルイーゼ・シャルロッテ・マリアンネ （1810年 - 1883年、プロイセン王子アルブレヒト妃）